# Cladochaeta dejecta
Cladochaeta dejecta är en tvåvingeart som beskrevs av David Grimaldi och Nguyen 1999. Cladochaeta dejecta ingår i släktet Cladochaeta och familjen daggflugor.
Artens utbredningsområde är Dominikanska republiken. Inga underarter finns listade i Catalogue of Life.